# Sein Tin
Sein Tin (né le 12 juin 1951 en Birmanie) est un joueur de football international birman, qui évoluait au poste de défenseur.

## Biographie

### Carrière en sélection
Sein Tin participe avec l'équipe de Birmanie, aux Jeux olympiques de 1972 organisées à Munich.
Lors du tournoi olympique, il joue trois matchs, contre l'Union soviétique, le Mexique et enfin le Soudan.